# 2022年北京オリンピックのアメリカ領ヴァージン諸島選手団
2022年北京オリンピックのアメリカ領ヴァージン諸島選手団は、2022年2月4日から2月20日まで中華人民共和国の北京で開催された2022年北京オリンピックのアメリカ領ヴァージン諸島選手団の名簿。

## 選手団
- 人員: 選手 1人
- 開会式旗手:（ボランティア）
- 閉会式旗手:（ボランティア）

## 種目別選手・スタッフ名簿及び成績

### スケルトン
| 選手                   | 種目 | 1回目     | 1回目 | 2回目     | 2回目 | 3回目     | 3回目 | 4回目 | 4回目 | 合計      | 合計 |
| 選手                   | 種目 | 結果      | 順位  | 結果      | 順位  | 結果      | 順位  | 結果  | 順位  | 結果      | 順位 |
| ---------------------- | ---- | --------- | ----- | --------- | ----- | --------- | ----- | ----- | ----- | --------- | ---- |
| ケイティ・タネンバウム | 女子 | 1分06秒48 | 25位  | 1分07秒36 | 25位  | 1分04秒84 | 25位  | -     | -     | 3分18秒68 | 25位 |